# Erigolia
Erigolia är en ort i Australien. Den ligger i kommunen Carrathool och delstaten New South Wales, i den sydöstra delen av landet, omkring 450 kilometer väster om delstatshuvudstaden Sydney. Orten hade 29 invånare år 2021.